# Крисмэс (Флорида)
Крисмэс (англ. Christmas) — статистически обособленная местность, расположенная в округе Ориндж (штат Флорида, США) с населением в 1162 человека по статистическим данным переписи 2000 года.

## География
По данным Бюро переписи населения США статистически обособленная местность Крисмэс имеет общую площадь в 9,32 квадратных километров, водных ресурсов в черте населённого пункта не имеется.
Статистически обособленная местность Крисмэс расположена на высоте 13 м над уровнем моря.

## Демография
По данным переписи населения 2000 года в Крисмэсe проживало 1162 человека, 304 семьи, насчитывалось 420 домашних хозяйств, а в 2010 году было 446 жилых домов. Средняя плотность населения составляла около 124,68 человека на один квадратный километр. Расовый состав населённого пункта распределился следующим образом: 95,44 % белых, 0,43 % — чёрных или афроамериканцев, 0,69 % — коренных американцев, 0,95 % — азиатов, 1,89 % — представителей смешанных рас, 0,60 % — других народностей. Латиноамериканцы составили 2,15 % от всех жителей статистически обособленной местности.
Из 420 домашних хозяйств в 30,5 % воспитывали детей в возрасте до 18 лет, 49,5 % представляли собой совместно проживающие супружеские пары, в 14,0 % семей женщины проживали без мужей, 27,6 % не имели семей. 18,8 % от общего числа семей на момент переписи жили самостоятельно, при этом 8,3 % составили одинокие пожилые люди в возрасте 65 лет и старше. Средний размер домашнего хозяйства составил 2,77 человек, а средний размер семьи — 3,08 человек.
Население статистически обособленной местности по возрастному диапазону по данным переписи 2000 года распределилось следующим образом: 26,5 % — жители младше 18 лет, 6,2 % — между 18 и 24 годами, 29,9 % — от 25 до 44 лет, 25,0 % — от 45 до 64 лет и 12,4 % — в возрасте 65 лет и старше. Средний возраст жителей составил 37 лет. На каждые 100 женщин в Крисмэсe приходилось 107,5 мужчин, при этом на каждые сто женщин 18 лет и старше приходилось 103,8 мужчин также старше 18 лет.
Средний доход на одно домашнее хозяйство статистически обособленной местности составил 31 679 долларов США, а средний доход на одну семью — 30 667 долларов. При этом мужчины имели средний доход в 32 981 доллар США в год против 22 269 долларов среднегодового дохода у женщин. Доход на душу населения статистически обособленной местности составил 31 679 долларов в год. 15,0 % от всего числа семей в населённом пункте и 12,3 % от всей численности населения находилось на момент переписи населения за чертой бедности, при этом 15,3 % из них были моложе 18 лет и 12,6 % — в возрасте 65 лет и старше.